# Carla Witte
Carla Witte   (Leipzig, 20 de maig de 1889 - Montevideo, 8 de maig de 1943) va ser una professora i artista plàstica alemanya, nacionalitzada uruguaiana.
Nascuda a Leipzig, va estudiar arts plàstiques a Berlín. El 1927, va arribar a Montevideo, i el 1932 va obtenir la ciutadania uruguaiana. Segons Mariví Ugolino, «(...) Carla Witte comença la seva producció artística dins d'aquest moviment [l'expressionisme] (...). Portava amb ella el record d'exposicions que els diferents grups havien realitzat a les ciutats on havia viscut i potser participat. Crea al mateix temps que ells i passa, com tots ells, per les diferents etapes del moviment».
Va ser il·lustradora de la revista La Pluma, dirigida per Alberto Zum Felde. Per Nelson Di Maggio, en el disseny gràfic, Witte tenia clares influències de la Bauhaus. Va retratar a molts artistes uruguaians contemporanis com Joaquim Torres i García, a qui va pintar l'any 1936. La seva obra com a pintora va ser tan important com la seva escultura, havent treballat en equip amb Ernst Barlach.
Algunes de les seves obres integren el patrimoni del Museu Nacional d'Arts Visuals (MNAV) però la major quantitat de la seva producció es troba al Museu Agustí Araujo en Trenta y Tres, Uruguai.
Va morir el 8 de maig de 1943 als 53 anys. La seva tomba es troba al Cementiri Britànic de Montevideo.

## Exposicions

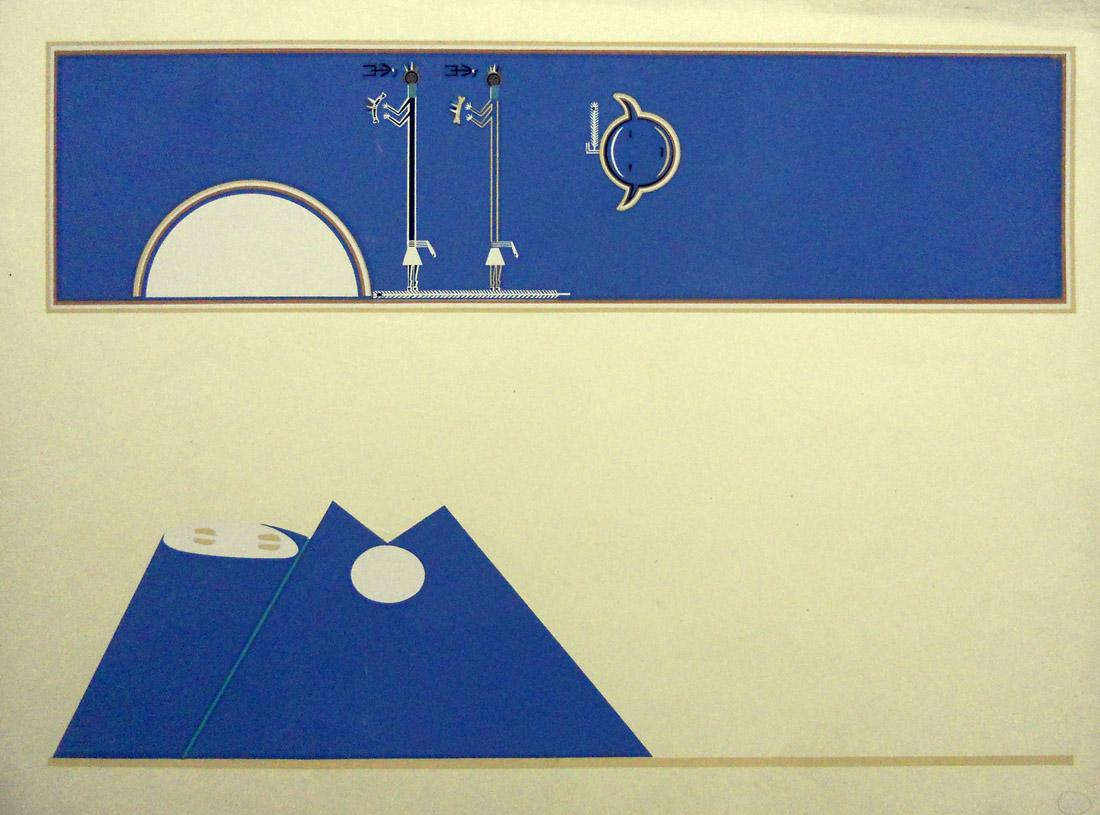
Sense títol. Carla Witte

- 1928, realitza una exposició al seu estudi a Montevideo.
- 1936, exposa amb els seus alumnes, en Saló Catelli, Moretti i Maveroff.
- 1938, va enviar dibuixos i escultura al 1r Saló Nacional de Belles Arts.
- 1939, va enviar dibuixos i escultura al 2n Saló Nacional de Belles Arts.
- 1940, va enviar dibuixos i escultura al 3r Saló Nacional de Belles Arts.
- 1941, va enviar dibuixos i escultura al 4t Saló Nacional de Belles Arts.
- 1942, va enviar dibuixos i escultura al 5è Saló Nacional de Belles Arts.